# Alopecosa solitaria
Alopecosa solitaria este o specie de păianjeni din genul Alopecosa, familia Lycosidae. A fost descrisă pentru prima dată de Herman, 1879. Conform Catalogue of Life specia Alopecosa solitaria nu are subspecii cunoscute.